# 動物ER ワンコはワンコ
『動物ER ワンコはワンコ』（どうぶつER ワンコはワンコ）は、星野めみによる日本の漫画である。

## 概要
『JOURすてきな主婦たち』で連載終了した『ボスは不機嫌な探偵』から2ヶ月、竹書房『ウーマン劇場』連載の『アリス動物病院診察絵日記』から1年ぶりの動物病院ものの連載漫画である。今作の監修は第1話と第2話は『アリス動物病院診察絵日記』でも参加したクローバー病院・蜷川圭に、新たに田園調布動物病院の田向進一。第3話では「鳥と小動物の病院ハッピーバード」の小嶋篤史。第2巻と最終話では、前述の田向を迎えている。
『アリス動物病院診察絵日記』では家族ぐるみの動物病院話であったが、今作品は獣医師同士の話である。

## 各話あらすじ

### 第1巻
第1話（JOURすてきな主婦たち2015年2月号）
一子と金太が野良猫の怪我で若林動物病院へ診察へ雪崩込み、更に行く宛の無いことで居候となってしまった。この話では1人では困難である、多くの動物達の診察について話を組み込ませている。
第2話（JOURすてきな主婦たち2015年8月号）
美和の飼っている猫のドンが体調不調から転医して若林動物病院に行くストーリー。この作品ではメインキャラクターである美和視点で家族の話が織り込まれている。
第3話（JOURすてきな主婦たち2015年10月号）
怪我をしたセキセイインコを金太が見つけ、2回の手術の看病をするストーリー。この作品では金太視点で彼の本当の家族が明かされる。
第4話（JOURすてきな主婦たち2016年1月号）
近所の蘭子が飼っているミニチュアダックスフント（以降、M・ダックス）を誤って落としていまい、責任をとって看病するストーリー。この作品では、一子、神次、蘭子の各個人の、過去にあった、ある他界による記憶の話を織り込ませている。

### 第2巻
第5話（JOURすてきな主婦たち2016年4月号）
シェアハウスの同居人麻子から強引にもらった2匹のフェレットのパムとチムの飼い主になった、さきがチムの異変で若林動物病院駆け込んできたストーリー。この作品では、メインキャラクターである、さき視点で初心者に解るフェレットの飼い方を話に組み込ませている。
第6話（JOURすてきな主婦たち2016年6月号）
単身赴任になった夫から寂しいがらないようにと与えられた兎のネザーランドドワーフを2羽を育てていたら、1羽に異変が起こり、若林動物病院へ行くさおりとミミ子。しかし濃霧の影響でミミ子とはぐれてしまった。若林動物病院では、一子がなつみに子供が産まれる話を聞き、金太がなつみと妹に会いたいがために病院から出て行ってしまった。この回では初心者に解る兎の飼い方をメインキャラクターの1人であるさおり視点で話に組み込まれている。もう1人のメインキャラクターである金太からは、はぐれたミミ子と一緒にさおりと兎を探す話を織り込まている。
第7話（JOURすてきな主婦たち2016年8月号）
佐田家のケヅメリクガメ・ リッキーの逃走から色々巻き起こる話。この回では亀の手術の詳細と誤ってリッキーに与えた餌で膀胱結石になったリッキーの命の尊さの為に手術を立ち会わせる事をメインキャラクターである久志、奈緒、金太、健一視点で話に織り込ませている。
第8話（JOURすてきな主婦たち2016年10月号）
宮下家の15歳の高齢ラブラドールレトリバー（以降、R・レトリバー）、ラブのケアと、曽根家の3歳のポメラニアンのチロの家庭内のDVによるケアについてのストーリー。この作品では、多頭飼い他によるケアをメインキャラクターである、正視点で話に織り込ませている。

### 第3巻
第9話（JOURすてきな主婦たち2017年7月号）
突然、両親が交通事故で他界した事で寂しさのあまりペットを飼いたい！と言う小春が切っ掛けでペットショップに行く話。この話では初心者でも解るペットの飼い方をメインキャラクターである杜男視点でストーリーに織り込まている。
第10話（JOURすてきな主婦たち2017年8月号）
若林が獣医になる切っ掛けとなる話。この話では若林動物病院の以前の話、実家も獣医なのに若林は何故継がなった、若林動物病院の前身である院長・十馬九齋と若林との意外な繋がり、突然若林に馴れ馴れしくやって来た佐和子の正体が判明する。
第11話（JOURすてきな主婦たち2017年10月号）
一子、若林、蘭子の恋の行方の話。この話ではメインキャラクターである一子、若林、蘭子、晴夫視点で、祖母の遺産を受け継いだ晴夫が初心者に解る柴犬のダイエットをストーリーに、組みこませている。
最終話（JOURすてきな主婦たち2018年1月号）
一子と若林、蘭子 と晴夫の結婚と若林が気になっていたボロボロに荒れていた飼い犬の話。この話では荒れていた犬から酷い怪我をしたゴロ助の手術をストーリーに織り込ませている。

## 登場人物

### 若林動物病院関連

#### 居候
遠野一子（とおやまいちこ）
27歳の女性獣医。愛称はワンコ。愛称の由来は「一」が英語でONEだから。九州出身。信泉獣医大学卒業。怪我をした野良猫をつれて若林動物病院へ入り、働いていた動物病院をクビになった上に「子連れになったばかり」ということで、半ば強引に息子の金太と一緒に若林動物病院の居候になる。実は若林とはこの時が初対面ではなく、子供の頃、怪我をした自然の蛙をある動物病院に行った際に断られている。しかしそこの動物病院の学生服を着た息子が医学書を見て蛙を治した時が初対面である。一子はこの出来事が切っ掛けで獣医を目指し、若林と同じ大学へ進んだ。以前の動物病院でクビになったのは色々な動物患者を沢山受け入れてしまったことが原因。2話では読者に金太が実の子ではない事を明かし、3話で若林や木村にやっと明かしているが、あっさりばれていた。4話では、3年前に大学就学中に母が他界している事を明かしている。5話ではさきのためにフェレットのアドバイスをしている上にさきが鈴村とのデートの誘いを迷っていたら若林、木村と共に「行きなさい！」と背中を押している。6話では、なつみが子供が産まれそうという電話がきたことで金太が出て行ったため、探しに行こうとする。7話では田川と若林の手術のサポートをしている。8話では若林のサポートをしている。9話では縁のある動物について小春と杜男にアドバイスしている。10話では一子が若林に「獣医になる切っ掛けは？」と聞いた時、前述の蛙ではなく猫だったのでガッカリしてしまった。しかし若林動物病院に居候する切っ掛けは前述の猫が切っ掛けだと共感している。最後に若林が獣医になる切っ掛けは猫ではなく蛙だと言った時、泣きながら喜んでいた。11話では若林が前述の蛙の子だと解るまで黙っていたが、漸く気づいた時21年間の思いを告白した。若林の方は「好きなんだけど実感がわかない」と言う言葉から、思い切った行動をやってしまった。最終話では、自身と若林、蘭子と晴夫との合同結婚式の為にレンタルのウェディングドレスを荒れた犬から酷い怪我をしたゴロ助の止血止めに使ったり、結婚式に一子と若林がなかなか来ないので心配で来た木村から「結婚式は？」という質問には「結婚式なんか、いつでも出来る！！」と若林と一緒に叫んだ後、木村を加えてゴロ助の手術をしている。
川田金太（かわだきんた）
5歳。一子の連れ子であるが、一子の「子連れになったばかり」という言葉から、若林と木村からは一子の本当の子供ではないと思われている。若林動物病院の居候後は若林から気に入られている上に、1話で拾った野良猫の名前を若林とともに「ゴロ助」という名前をつけている。3話では母・なつみの手紙でやっとフルネームが明かされる。なつみ恋しさに外を見た時に「キンチャン」と呼ぶ声に反応し怪我をしたセキセイインコを見つけ、小田の手術後に「パピちゃん」と名付けて看病する。6話では一子の電話の会話から、なつみの子供が産まれる事を聞いたためになつみと妹に逢いたいという思いから、若林動物病院を出て行ってしまった。途中で母・さおりとはぐれてしまったミミ子と出会い、ミミ子を見て「兎みたいに可愛い、産まれてくる妹はこんな感じだろうか?」とワクワクしていた。7話ではリッキーのおかげで近所に健一という友人が出来、健一の家にリッキーを隠して飼っていたので、お小遣いでツナの缶詰めを持ってきて、リッキーに食べさせていた。10話では、若林と一子との仲が進まない事を木村と一緒に見物している。11話では木村と一緒に一子と若林の恋の行方を見届けていた。最終話では一子と若林が結婚する事で寂しがっていたが、ゴロ助を連れて犬を見に行ったらトラックに驚き、荒れた犬にゴロ助が酷く噛まれてしまった姿を見て、泣いている。

#### 正規職員
若林神次（わかばやししんじ）
一子より8歳上の若林動物病院獣医。皆からは「神様」「神の手」「レジェンド」「伝説の男」と言われるほどの名医であるが、他の動物の飼い主からは「他の獣医に頼む」陰口を叩かれることもある。実際は沢山の動物を助けたいあまり、自身が倒れるほどの診察が多いため、自分の専門ではない動物は、信用できる専門医に頼んでいるだけである。過去に一子が助けた蛙については、本人が憶えているかは解っていない。2話では美和から「午前4時半の神さま」という渾名がつけられている。ドンの初期の医者から食道拡張症と診察されるが治らなかったために転医。若林からの診断も同じであったが、症状は同じであるがドンに相性の合わないところを処方し快方に向かった。3話では鳥の知識は小田からの受け売り程度の知識しか無い。4話では一子の表情から懐かしい記憶が少し蘇っている。既に父が他界している事を明かしている。一子と蘭子が懇意にしている事に全く気が付いていない。5話では子供を流産したためにパムとチムを返して欲しいと言う麻子にさきが支払った手術代10万円を渡し、フェレットが邪魔だから捨てることを子供にもやると激怒して追い返している。6話では誇張症になった兎への薬の与え方をさおりにレクチャーし、ミミ子が「私よりも兎の方が大事なんだ！だから兎は大嫌い！」とさけんだ時、若林からは「本当は兎が好き」だから餌を与えたりさおりの真似をしたりしたのでは？ と優しく聞き出している。7話では田川の手術サポートをしている。8話では、チロがカーミングシグナルを起こしていたことで、住所があったので曽根家に行き、近所の人々から曽根家の内情を調べたり、信一のためにカウンセリングを紹介するほど、人間のケアにも精通している。9話ではペットを飼っても死ぬ事になるという小春と杜男に対して一子と木村と共に「死なせはしません」と背中を押したり、失踪したヨークシャーテリアのジロが道路に飛び出したのをかばった小春に対して若林が更にかばった後「飼い主に何があったらジロはどうなるですか！」と小春に激怒している。10話では夢枕に蛙の一子を見る事が多かった。若い時、野良猫にやってはいけない餌をあげた事が切っ掛けで猫が増えた上に事故で亡くなった猫がいたりと自身が獣医だったら助けられたのにと思い獣医大学へ合格し獣医者を目指す。若林動物病院の前身である病院へ行く切っ掛けは15年前、弱っている野良猫を病院へ連れて居た事と若林が獣医大学生だと言うことで、十馬から野良猫の治療費の為に病院の手伝いをやる事になった。11話では蘭子が若林に好意を持っていた事を一子から聞いた時、気が付かなかったり、一子から告白された時、自身が一子の事を好きだけど実感がわかないと言う程、恋には鈍感。最終話では、散歩がてら気になる荒れた犬を見に行っている。飼い主に話をしようにも留守。荒れた犬がゴロ助に怪我を与えた時に、やっと飼い主に会ったが「あなたには、この犬をまかせられない！」と断言した上に「動物愛護協会へ訴える！」と犬を保護し、ゴロ助の手術をしている。結婚式の前日ウェディングドレスを着た一子を見て2回「綺麗だ」と思っていた。
木村青子（きむらあおこ）
若林動物病院、ベテランのベティリナリー・テクニシャン（V・T）。両親のいない若林の親代わりでもある。無理をして動物の診察をしている若林のフォローをしている。一子が若林と初対面ではないことを見抜かれていた。4話では一子と蘭子が神次を争うかもしれない事を期待している。5話では残されたフェレットを「捨てる」という選択肢は無かったのか？ という質問をさきにしている。8話では、チロを処分してくれと頼んだ信一を止めている。9話ではまだ飼っていないペットが死んだらどうしようと泣きながら病院にきた小春と杜男に対して呆れていた。10話では若林動物病院の前身である病院のV・Ｔであった事を明かした。11話では一子と蘭子の恋の結末を見て両者の相手が奥手だった事に笑っていた。最終話では、式場に中々来ない一子と若林を見に来たら、ゴロ助が大怪我の手術に巻き込まれてしまった。

### その他の人達

#### 2話以上登場
田川先生（たがわせんせい）
1話、7話、最終話に登場する男性獣医。若林が電話するとすぐにやって来る。1話では異物を飲み込んだ蛙を一子が手術をしようと行動したが、それを止めて手術をしないで異物を取り除いている。そのため7話では、一子から「 カエルの先生」という異名をつけられた。7話では犬や猫以外にトロピカルアニマル専門だと明かしている。その為膀胱結石になった亀のリッキーの手術を若林と共に手術をした。この手術時に間違えた餌を与えた金太と健一に命の尊さを教える為に手術の立ち会いをさせている。最終話では、小田と共に一子と若林を冷やかしで来たり、結婚式の来賓で来たり、ゴロ助の手術の為にドナー血液を提供したり、手術の立ち会いをしている。
小田あつし（おだあつし）
3話と最終話に登場。若林が鳥が専門外だったので、セキセイインコの手術を怪我と卵塞の手術を2回している鳥獣医のエキスパートであるが、方向音痴という欠点がある。顎に髭を生やしている。金太からは「仙人」という渾名が付けられている。最終話では、田川と共に一子と若林を冷やかしで来たり、結婚式の来賓で来たり、ゴロ助の手術の為に立ち会いをしている。
川原なつみ（かわはらなつみ）
3話、6話、最終話に登場。金太の母。工場が倒産し、借金でヤミ金に手を出した上に、第2子を身籠っている事で夫と共に借金返済のために従姉妹の一子に金太を預けている。返済のめどがついたら迎えに来るというという手紙を出している。金太が大事にしている「パピちゃん」を作っているが、一子からは「上手くない」と酷評されている。6話では一子のスマホに連絡があり、第2子を出産し、父と赤ちゃんと一緒に病院で対面している。最終話では、夫、第2子・ほのかと共に結婚式に来たが、ゴロ助の手術の話を聞いて若林動物病院へ来て金太と対面している。
白鳥蘭子（しらとりらんこ）
4話、10話、11話、最終話に登場。近所の大地主の娘で若林動物病院の常連。気が強くて、口が悪いが、親の愛情が薄い上に他界して1人暮らしをしていることもあり、愛犬のM・ダックスのミシェルと、既に他界したリリオに対して愛情が深い。リリオが病気をした時、しっかり看病したことと忙しさの余り、婚約者と別れている。10話では病院が休診なのに若林にミシェルと共に遊びに来たり、若林に会いに来た佐和子を見て2回驚愕している。11話ではひょんなことから、犬の散歩に出会った晴夫に呆れたりしたが、犬のダイエットのサポートを自ら志願している。自転車にぶつかりそうになった時、庇ってくれた晴夫に「ありがとう」と言えずに後悔する一面も。最終話では、一子と若林、自身と晴夫との合同結婚式の為に、レンタルのウェディングドレスを提供している。結婚式では一子と若林の都合で区民会館から若林動物病院へ式をあげる事になった。
十馬九齋（とうまきゅうさい）
10話と最終話に登場。若林動物病院の前身である動物病院の院長。15年前、若林が大学2年生の時、弱った野良猫の為に病院に入ったことと、その猫の治療費の為に手伝って欲しいと言う事で若林が関わる事になる。若林が見た目が80歳の十馬で大丈夫なのか？都合が悪いとすぐ具合が悪くなると言う行動をする為、心配するが、手術の腕は神のように正確であった。しかし猫の尿管結石の手術時、体調を崩してしまい、続きは大学を卒業し、国家試験に受かっていた若林に手術に託していた。十馬のその後は入院をした後でケアサービスハウスに入所。95歳になっても簡易の動物の医者をやっていた。最終話では合同結婚式の来賓と立ち会い人、ゴロ助の手術の立ち会いをしたり、荒れた犬の心のケアの助太刀を挙げている。
佐和子(さわこ）
10話と最終話に登場。若林に「神次」と呼んだり、ハグをしたり、おでこにキスをしたりと馴れ馴れしくしていたので、恋人かと一子と蘭子が驚いていた。正体は若林の妹。若林が過去に野良猫に食べ物をやった後始末に実家こみでやっていた。更に若林が実家の動物病院が継げない為、佐和子が跡を継いでいる事を明かした。最終話では合同結婚式の来賓として登場。
小暮晴夫（こぐれはるお）
11話と最終話に登場する、職業・大工の男性。祖母から土地、家、犬のモモとクリを受け継いだが、犬の世話は初心者で、食事は犬のほしいまま与えていたので太ってしまい、犬の体調が良くない為、若林病院で診察の結果、「たべすぎ」だった。ダイエットの為に志願していた蘭子に惹かれてはじめていた。最終話では、合同結婚式の主賓として登場。

#### 1巻
南村美和（みなみむらみわ）
2話に登場。10歳。15歳の猫のドンの飼い主。母、祖母の3人暮らし。父は美和が1歳の時に猫が原因で事故で他界している。そのため、祖母はドンを嫌っている。ドンが身体のトラブルにより掛り付けの病院に行ったが、医者が諸事情により変わった上に雑な診察だった事でドンの症状が悪化し、母から「転医」の提案により若林動物病院へ行くことになる。若林からの処方箋後にドンの看病を懸命にやるほど、ドンの事を大切に思っている。
中田雅子（なかだまさこ）
3話に登場。セキセイインコ「キンちゃん」の飼い主で喘息もちの高齢の女性。声がなつみに似ている。

#### 2巻
羽村さき（はむらさき）
5話に登場する25歳の駆け出しのイラストレーター。小動物が苦手上に、ルームシェアしていた麻子が子供が出来たからフェレットのパムとチムが衛生上悪いという理由で強引に2匹をさきに渡している。チムが異物を飲んだために若林動物病院に駆け込んだことが切っ掛けでフェレットの扱い方を一子からアドバイスされる。この当初、書店のバイトで生計をしていたことでチムの手術代は出世払いとなっている。○○出版、月刊『詩の絵本』編集部にイラストを持ち込んだ時、編集者の鈴村から優しい絵な上に、フェレットのイラストが良い事で仕事の依頼を得ている。他にフェレットが切っ掛けで鈴村から名刺をもらった後、思わぬ事が起きている。
勝田麻子（かつたあさこ）
5話に登場するさきの元同居人のOL。ルームシェアしていた時は動物を飼ってはいけないのにフェレットを飼ったり、さきがいるのに彼氏を連れてきたりしている。妊娠をした後、衛生的に悪いからとフェレットを置いていったが、流産した後で「パムとチムを返して 」と彼氏と一緒に戻って来ている。
鈴村吾郎（すずむらごろう）
5話に登場する○○出版『詩の絵本』編集者。さきの絵を褒めた上にフェレットの絵を気に入ったことから、お互いにフェレットを飼っていることで話に花を咲かせている。さきからパムとチムの写真を送られるとすぐに返事をしたり、鈴村から自身が飼っている姫と丸のフェレットと一緒にパムとチムを連れてデートをしたり、さきが住んでいる所で同居している。
大家さん（おおやさん）
5話に登場する、さきの住んでいる部屋の管理人。鈴村と同居する事でフェレットを飼っていいのかを相談したら、自身が猫を飼っている事とパムとチムの元の飼い主を知っていた事、部屋を汚さなければいい上に、鈴村には「さきを泣かせたら許さない！」と釘をさしている。
高崎さおり（たかさきさおり）
6話に登場。32歳。ミミ子の母。兎のウサコが水しか飲まなくなった事で、若林動物病院へ行こうとしたら、濃霧な上に病院の看板を辿っても、5回も稲荷神社に着いた上に一緒にいたミミ子とはぐれてしまった。やっと病院にたどり着いたら、居なくなった金太を探す一子と鉢合わせする。
ミミ子（みみこ）
6話に登場。3歳。さおりの娘。さおりとはぐれてしまった後、金太と出会ったが不機嫌状態だった。理由はさおりがミミ子よりも兎の方を可愛いがることによるやきもちだった。ウサコに誇腸症にさせた人物であるが、兎と仲良くしたい気持ちで餌を多く与えた事が要因であった。
佐田久志（さだひさし）
7話に登場。38歳の絵本作家。結婚7年。子供は居ない。リッキーを飼った経緯は自身が亀と目を合わせたから。その為、子供を諦めた奈緒が怒ってしまった。しかし久志は諦めた訳ではなく亀はめでたいという事でリッキーを飼えばその内、子供が授かると思うという事であった。リッキーが脱走した時は奈緒と一緒にポスターを作成する程、探しまくった。膀胱結石の原因である肉や魚を夫婦共にたまに与えていた。
奈緒（なお）
7話に登場。36歳のOLで久志の妻。不妊治療をしているが、子供が授からず諦めていた上にリッキーを家族同様に扱っている。その為、脱水症状と手術する程の膀胱結石になった時、青ざめている。しかし結石の原因が奈緒達にもあったので、夫婦共に立ち会っている。リッキーが退院後、今度は奈緒が倒れてしまった。しかし病院の診察結果待望の子供が授かった。
山田健一（やまだけんいち）
7話に登場。金太の友人。通称ケンちゃん。両親が、離婚して母親がパートで働いている上にリッキーが切っ掛けで金太と仲良くなった。リッキーの結石の原因の餌にソーセージを与えていた。
宮下正（みやしたただし）
8話に登場。14歳。15歳のR・レトリバーのラブの飼い主。父・順一、母・さと子共に、ペットと暮らす事が可能なマンションに住んでいる。ラブとは、母代わりの仲。ラブが若林から、少々の視覚障却下害と白内障を患っていると診断後、曽根家とチロのトラブルに順一とさと子と共に巻き込まれてしまった。
順一（じゅんいち）
8話に登場。正の父。ラブが散歩に行きたがらないほど元気が無いことで、ラブを元気にさせるためにもう1匹犬を飼おうという提案をだすが、さと子がラブだけでもお金がかかることで却下された。後日、チロと曽根家の内情を知ったさと子が「うちでチロを飼う」と決意した時、さと子のおせっかいなところに惚れた事を明かした。
さと子（さとこ）
8話に登場。正の母。順一の多頭飼いの提案に反対していたが、チロが曽根家でDVを受けていた話から、チロを飼う決意をする。
曽根信一（そねしんいち）
8話に登場。優子の夫、純の父。ベンチャー企業の社長だったが、投資に失敗して倒産している。チロが家族に対して吠えまくったり、噛みまくったりするので、若林動物病院でチロを処分して欲しいと、木村に頼んでいた。
優子（ゆうこ）
8話に登場。純の母。信一の妻であったが、信一のDVやチロの処分依頼後に離婚して、純と一緒にペットが飼う事が出来ないアパートに住んでいる事を正達に明かした。
純（じゅん）
8話に登場。10歳。信一と優子の娘。若林がチロがカーミングシグナルを起こしている診察後、信一が自身、優子、チロに対してDVをしていた事、後日、純自身も信一のDVに耐えきれなくなり、チロに当たった事も明かしている。両親が離婚後、宮下家がカーミングシグナルのケアをしているチロに会いに来た後、ペットが飼えないアパートに住んでいるため、チロを飼うことが出来ないので、またチロに会いに来ていい？と頼んでいた。

### 3巻
北川小春（きたがわこはる)
9話に登場。芥山賞を狙っている売れない26歳の小説家。小説と大家はキチンと出来る反面家事全般は母譲りでまるで駄目。両親が交通事故で他界した事で寂しさのあまりペットを飼おうと言い出す。ペットショップでアイコンタクトをしたヨークシャーテリアを杜男と共に気に入り一子のアドバイスで買った。犬の名前はブリーダーが名付けた「次郎吉」からジロと呼んでいる。生活が落ち着いた時、ジロが脱走してしまう。見つけた時は道路に飛びだしてしまうが小春が助けて庇うがバイクに引かれそうになるところで若林が小春を庇って事なきをえる。後で若林から「飼い主に何かあったらジロはどうなる！」激怒されたが、この事が切っ掛けで小説のキャラクターのモデルが見つかった事に興奮していた。
杜男（もりお）
9話に登場。小春の弟、高2。姉が家事全般が出来ない反面杜男は父譲りで出来る。その為、部活は帰宅部。彼女もいない。小春がペットショップを飼いたいと言い出した時、世話は自分がやるんだ！と言う悩みと、もしペットを飼っても両親のように死んじゃったらと言う心配を持っている。後者の悩みのあまり若林動物病院に姉と一緒に両者とも泣きながら相談しに行っている。生活が落ち着いた時、小春が犬の世話をやってくれるおかげで予備校に通い友人も出来た。しかし小春がジロを庇ってバイクに引かれそうになった時、両親が亡くなった交通事故を思い出してしまった。姉がイケメンの若林に助けられた時、惚れたんじゃないかと思ったが、結果は取り越し苦労だった。ラストでは若林と一子が呆れる事を姉弟そろってやっている。
智史（さとし）
10話に登場。福岡にいる他界した若林の父。生存時、実家よりも十馬の病院に働いていたいと頼んだら、智史から若林、智史込みで十馬との意外な繋がりがある事が、判明する。
男性（だんせい）
最終話に登場。名前の記述が無い荒れた犬の飼い主。若林と若林病院の常連から「捨て犬を拾っただけ」「ギャンブルに負けた腹いせに犬を虐待」「犬の名前を付けていない」と言われる程の人物。

## 書籍情報
- 星野めみ 『動物ER ワンコはワンコ』双葉社〈ジュールコミックス〉、既刊1巻（2016年4月15日現在）
  1. 2016年4月16日発売[2]、ISBN 978-4-575-33625-2

## 星野めみ関連作品による話題
- おとなりの東くん - 歌舞伎の女形の御曹司である東一（ひがしはじめ）が、ある事情で変装した女性の名前が「西田いち子」と一子と名前の振り仮名が一致している。